# Paul Stanley (artiste)
Pour les articles homonymes, voir Paul Stanley.
Paul Stanley, de son vrai nom Stanley Bert Eisen, est un chanteur et musicien américain, né le 20 janvier 1952 dans le borough de Manhattan à New York. Il est mondialement connu pour être l'un des chanteurs et le guitariste rythmique du groupe de hard rock Kiss depuis sa formation en 1973, et dont Gene Simmons et lui en sont les seuls membres permanents. Stanley a créé le personnage du "Starchild" ("L'enfant des étoiles") et est également le leader de Kiss, s'adressant au public lors des concerts.
Stanley est à l'origine de bon nombre des chansons les plus célèbres de Kiss, parmi lesquelles : Detroit Rock City, Love Gun, I Was Made For Lovin' You, Lick It Up, Heaven's On Fire ou encore Psycho Circus pour n'en citer que quelques-unes. Stanley est également connu pour avoir été, avec les autres membres de Kiss, un des pionniers concernant l'aspect spectaculaire des concerts : en effet, en plus des effets lumineux et pyrotechniques, il détruit sa guitare à la fin de chaque concert, survole la foule sur une tyrolienne pour chanter sur une scène placée au milieu du public et s'envole sur différentes plateformes au cours du show.

## Biographie

### Jeunesse
Stanley Bert Eisen naît le 20 janvier 1952 à Manhattan, près de Broadway. Ses deux parents sont juifs, il est le deuxième enfant de la famille, né deux ans après sa sœur Julia. Sa mère venait d'une famille qui avait fui l'Allemagne nazie à Amsterdam, aux Pays-Bas, puis à New York. Les parents de son père étaient originaires de Pologne. Ses parents écoutaient de la musique classique et de l'opéra : Stanley fut touché par les œuvres de Beethoven.
Son oreille droite était déformée à cause d'une malformation congénitale appelée microtie : il était incapable d'entendre de ce côté-là, il était donc difficile pour lui de déterminer la direction d'un son et il ne pouvait pas entendre quelqu'un parler dans un environnement bruyant. Au cours de sa scolarité, il était raillé par d'autres enfants à cause de son oreille déformée.
Malgré son problème auditif, Stanley aimait écouter de la musique et il regardait American Bandstand à la télévision. Ses artistes musicaux préférés étaient Eddie Cochran, Dion and the Belmonts, Jerry Lee Lewis et Little Richard. Stanley a appris à chanter l'harmonie avec sa famille, et il a reçu sa première guitare, un instrument pour enfant, à l'âge de sept ans.
La famille de Stanley s'installe dans le quartier de Kew Gardens dans le Queens en 1960. Il écoute beaucoup de musique de doo-wop, mais quand les Beatles et les Rolling Stones jouent à la télévision américaine, il est inspiré instantanément et décide de se consacrer pleinement à la musique. Stanley reçoit sa première vraie guitare à 13 ans, une guitare acoustique qu'il aurait préféré être électrique. Il joue des chansons de Bob Dylan et des Byrds parmi d'autres.
Tout au long de son enfance, Stanley est reconnu pour son talent en arts graphiques. Il est donc diplômé en 1970 à la High School of Music & Art de New York. Malgré ses talents de graphiste, il abandonne cette voie et commence à jouer dans des groupes de musique.

### Kiss

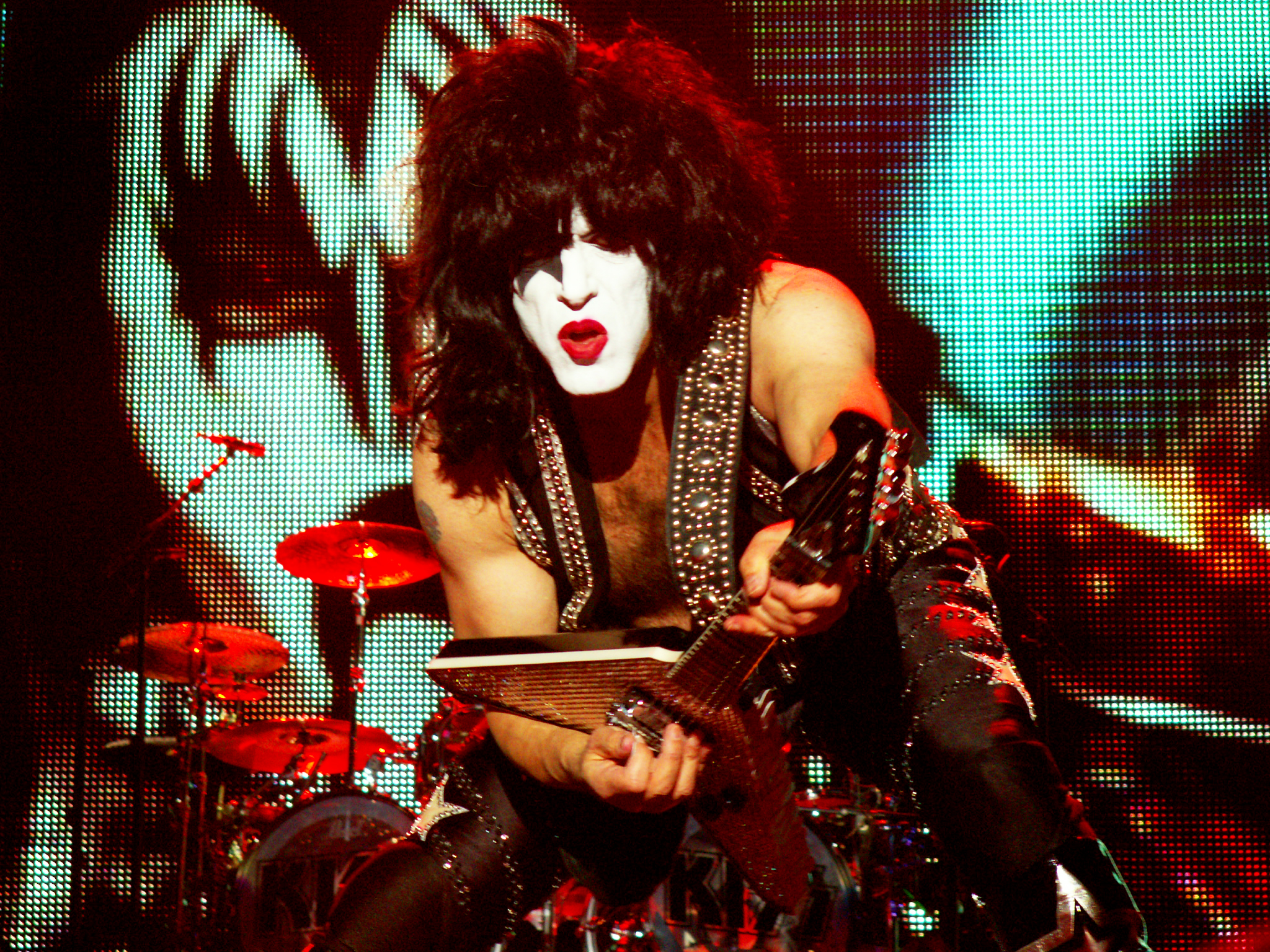
Paul Stanley au Hellfest 2010

Stanley joue dans un groupe local, Rainbow (à ne pas confondre avec Rainbow de Ritchie Blackmore), il est aussi membre d'Uncle Joe et de Post War Baby Boom. Grâce à un ami commun  Stanley rejoint le groupe de Gene Simmons, Wicked Lester, au début des années 1970. Le groupe enregistre un album en 1972, qui n’est pas officiellement publié (bien que les chansons de l’album apparaissent sur le coffret de 2001 de Kiss). Après la séparation de Wicked Lester, Stanley et Simmons répondent à une annonce de Peter Criss parue dans Rolling Stone (31 août 1972). Peu de temps après avoir recruté Criss, ils organisent, à la suite d'une annonce dans le Village Voice des auditions pour un guitariste soliste. Malgré une première impression médiocre, Stanley, Criss et Simmons engagent Ace Frehley, grâce à son jeu, qui, de l'avis de tous, correspond parfaitement au son du groupe et à son style. Pour l'anecdote, Frehley portait ce jour-là deux chaussures de couleurs différentes (une rouge, une orange). Kiss sort son premier album éponyme en février 1974.

#### The Starchild

Maquillage The Starchild

Sur scène, Stanley compose le personnage du « Starchild », l'enfant des étoiles, ultime perfection de la scène rock, il est le leader du groupe, qui communique avec le public. Compositeur et chanteur, il propose, pour Kiss, des titres dans des registres différents, Black Diamond (Kiss, 1974), Love Her All I Can (Dressed To Kill, 1975), God of Thunder (Destroyer, 1976), Hard Luck Woman (Rock and Roll Over, 1976), Tomorrow and Tonight (Love Gun, 1977), I Was Made for Lovin' You (Dynasty, 1979), The Oath (Music From The Elder, 1981), Forever (Hot in The Shade, 1989), Psycho Circus (Psycho Circus, 1998)...
Avec ou sans maquillage, Paul s'investit toujours à fond pour son groupe, même dans les années 1980, lorsque Gene fait du cinéma et que les guitaristes solistes se succèdent. Il est d'ailleurs le producteur des albums Lick It Up, Animalize et Asylum tous ayant au minimum obtenus une certification platine aux États-Unis (soit un million de copies écoulées) et a écrit les chansons les plus connues et couronnées de succès de Kiss dans les années 1980 : Lick It Up, Heaven's On Fire et Crazy Crazy Nights parmi d'autres.
En 1996, le Kiss original se reforme et se lance dans une monumentale tournée de deux ans ("Alive/Worldwide Tour") qui sera l'une des tournées les plus lucratives de 1996 et 1997, et qui demeure à l'heure actuelle la tournée la plus lucrative de l'histoire de Kiss, engrangeant 150 millions de dollars de l'époque (soit plus de 200 millions de dollar de recettes en monnaie actuelle).
En 1998, le nouvel album (Psycho Circus) est troisième aux États-Unis, un record dans l'histoire de Kiss jusqu'à la sortie en 2009 de l'album Sonic Boom, après onze ans d'absence et qui se classera deuxième au Billboard 200.
Le dernier album de Kiss en date, Monster, paru en octobre 2012, est apparu dans de nombreux classements des meilleurs albums de l'année 2012 : il est salué par la critique et les fans, aussi le premier single de l'album (Hell or Hallelujah) se classe dans le top des charts en première position sur iTunes au Royaume-Uni, aux États-Unis, en Australie, en Finlande, en Norvège et en Suède.
En 2016, il fait une apparition en guest star avec Gene dans le film The Boyfriend : Pourquoi lui ? où ils chanteront leur tube I Was Made for Lovin' You.
En 2021, Paul Stanley est testé positif au Covid-19, entraînant l'annulation des concerts prévus par le groupe.

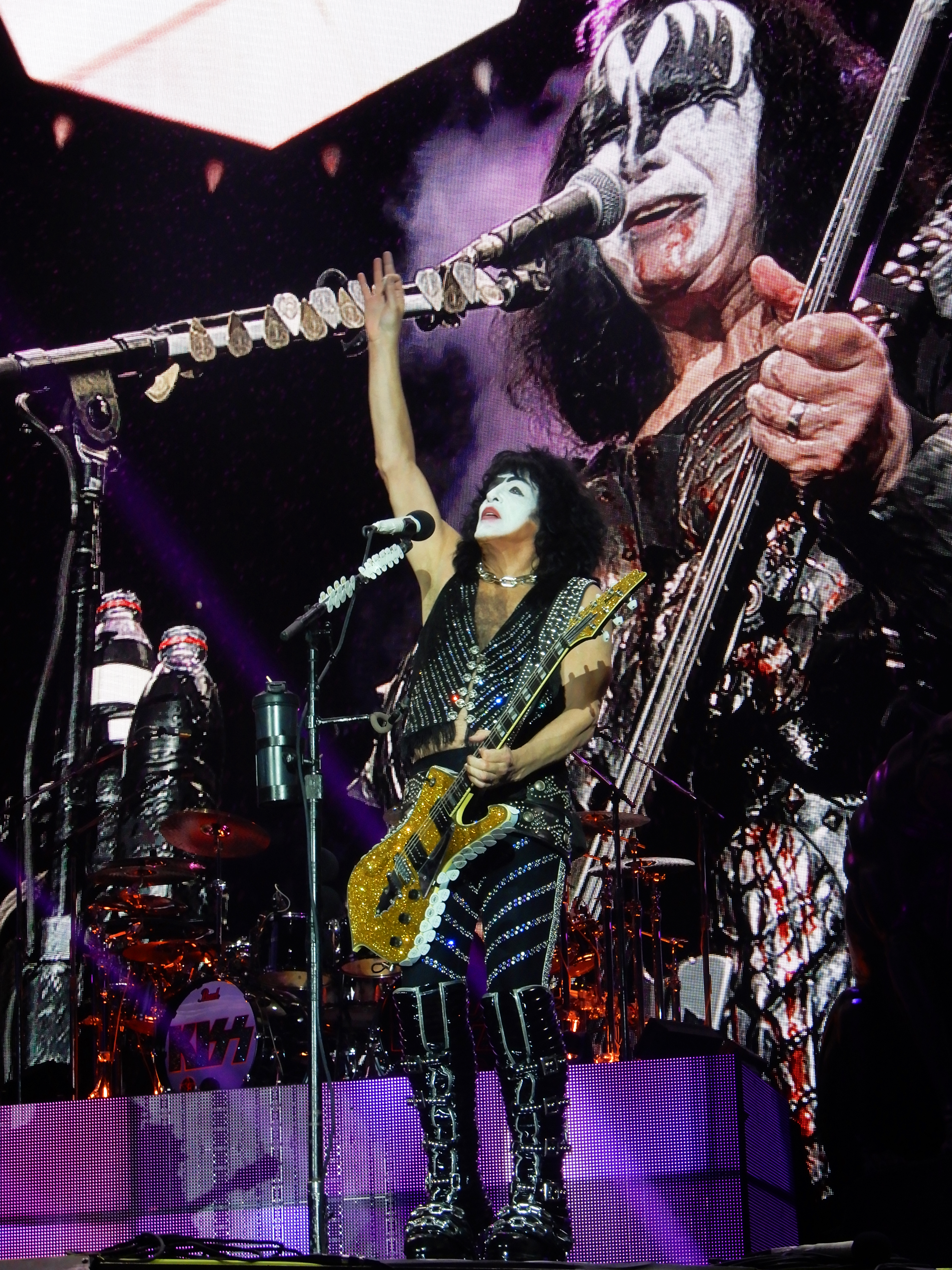
Paul Stanley au Hellfest 2023

### Carrière solo
Stanley a rarement enregistré ou joué en dehors de Kiss. 
En 1978, il sort un album solo, en même temps que les trois autres membres du groupe qui sera certifié disque de platine aux États-Unis après avoir écoulé un million de copies.
Il écrit et enregistre du matériel pour un album solo en 1987-88, qui est mis de côté en faveur de la compilation Kiss, Smashes, Thrashes & Hits. Bien que jamais officiellement publié, des chansons telles que Don't Let Go et When Two Hearts Collide ont circulé sous forme d'enregistrements de bootleg. Une chanson du projet, Time Traveller, sort dans le coffret de Kiss, The Box Set paru en 2001.
En 1989, Stanley se lance dans une brève tournée des clubs avec le guitariste Bob Kulick et le futur batteur de Kiss, Eric Singer. La même année, Stanley chante également sur le titre de la bande originale du film d'horreur Shocker de Wes Craven.
Vingt-huit ans après la sortie de son premier album solo (dans le cadre des quatre albums solo de Kiss lancés simultanément), Stanley sort son second album solo, Live to Win le 24 octobre 2006. La chanson du même nom est utilisée dans l'épisode de la série South Park, Make Love, Not Warcraft, qui parodie le célèbre MMORPG World of Warcraft. L'album est un succès salué par la critique, aussi, en octobre et novembre 2006, Stanley se lance dans une tournée de soutien à ce nouvel album solo avec le groupe de la série Rock Star de CBS, composé de Paul Mirkovich (claviers), Jim McGorman (guitare), Rafael Moreira (guitare), Nate Morton (batterie) et Sasha Krivtsov (basse). 
En avril 2007, Stanley étend la tournée à l'Australie en jouant à Coolangatta, Wollongong, Newcastle, Sydney, Melbourne, Perth et Adelaide. Des parties de la tournée ont été filmées pour un documentaire intitulé Paul Stanley: Live to Dream du Film Fetus, basé à Chicago.
La performance du groupe à la House of Blues de Chicago est filmée et diffusée en 2008 sur les formats de téléchargement de DVD et d'audio numérique sous le nom de "One Live Kiss".
En 2008, Stanley chante un duo avec Sarah Brightman, I Will Be With You, sur son album Symphony.
En 2016, il est invité dans l'album de reprises Origins, Vol. 1 d'Ace Frehley, chantant Fire and Water du groupe Free.

### Voix
Stanley est reconnu comme étant l'un des chanteurs de rock les plus habiles : en effet, il possède une voix polyvalente et puissante capable de couvrir plus de trois octaves. Sur l'album de Kiss Music From The Elder, il expérimente le falsetto (sur des chansons telles que Just a Boy ou encore The Oath).

### Autres projets
Stanley a collaboré avec le groupe de pop rock Click Five, basé à Boston, sur leur single Angel To You (Devil To Me). Par le passé, on a demandé à Stanley de produire des albums pour Poison, mais il n'a jamais pu s'engager en raison de son travail sur des projets Kiss. Cependant, Stanley a produit un premier album pour un groupe prometteur appelé New England. Le premier single de cet album en 1978 s'appelait Don't Ever Wanna Lose Ya et devint un hit du Top 40 en 1979.
En 1999, Stanley joue dans une production de Toronto de The Phantom of the Opera, où il tient le rôle du Fantôme.  du 25 mai au 1er août, puis à nouveau du 30 septembre au 31 octobre 1999.
Stanley fait ses débuts de peintre en 2006, exposant et vendant des œuvres d'art originales.
En 2012, Stanley s'associe à Gene Simmons et à trois autres investisseurs pour former la franchise de restauration Rock & Brews.
Le 15 août 2013, Stanley, Gene Simmons et le gérant Doc McGhee font partie du groupe de propriétaires qui crée l'équipe de la L.A. Kiss Arena Football League, qui joue à domicile au Honda Center à Anaheim, en Californie.
En avril 2014, Stanley publie ses mémoires, Face the Music: A Life Exposed cité dans la liste des best-sellers du magazine New York Times.

### Vie privée

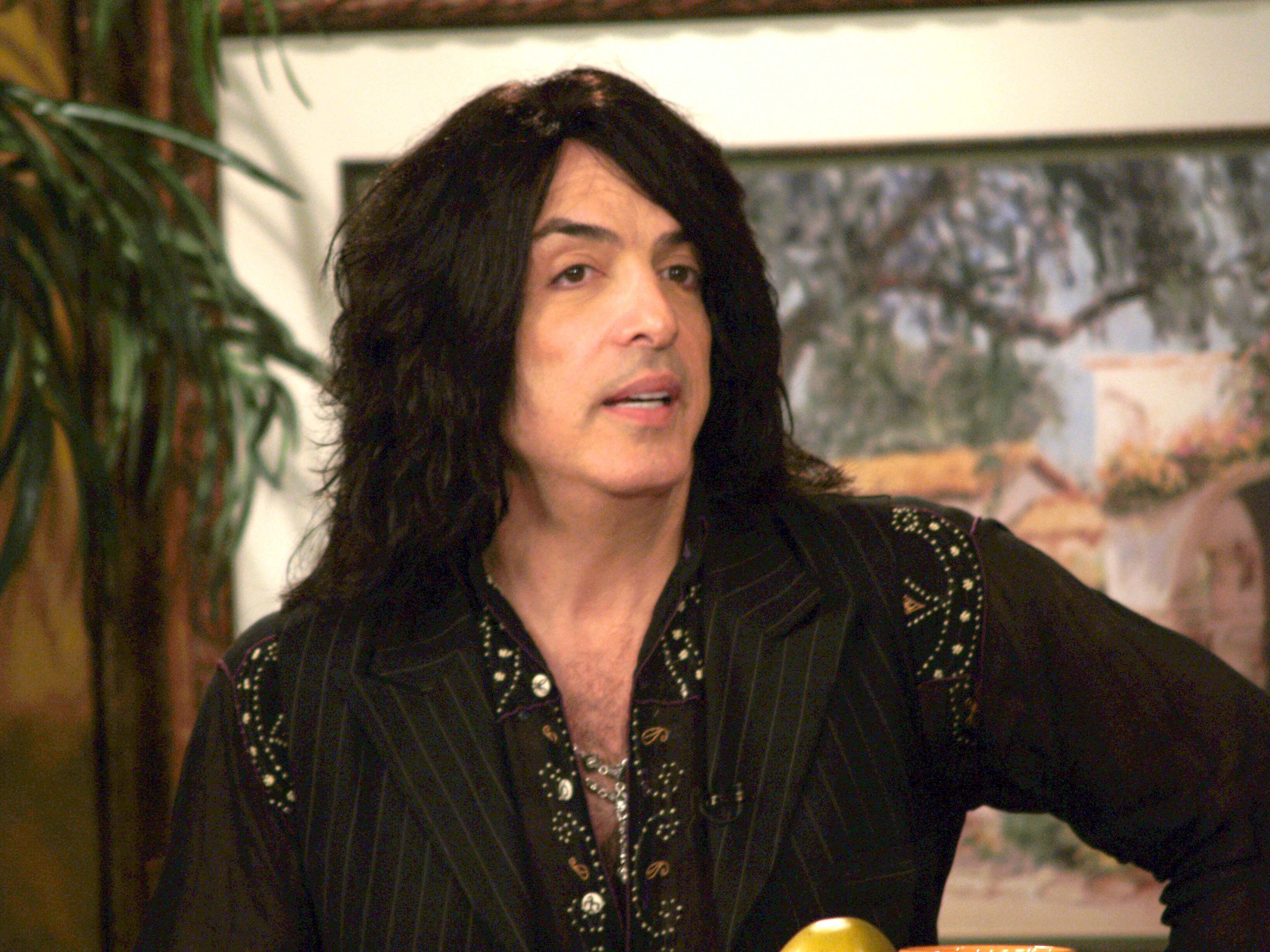
Paul Stanley en 2007

En 2001, la première femme de Stanley, l'actrice Pamela Bowen, demande le divorce après neuf ans de mariage. Ils ont un fils, Evan Shane Stanley, né le 6 juin 1994. Le 19 novembre 2005, Stanley épouse sa compagne de longue date Erin Sutton au Ritz-Carlton à Pasadena, en Californie. Ils ont leur premier enfant, Colin Michael Stanley, le 6 septembre 2006, leur deuxième enfant, Sarah Brianna, naît le 28 janvier 2009 à Los Angeles et leur troisième enfant, Emily Grace, le 9 août 2011.
Stanley a subi deux chirurgies de remplacement de la hanche : une après la tournée "Rock the Nation" en octobre 2004 et une deuxième en décembre 2004 après des complications à la suite de la première intervention chirurgicale. Il a annoncé qu'il aurait besoin d'une troisième opération à la hanche dans le futur. Il considère que la dégénérescence de sa hanche gauche est en partie due au nombre impressionnant de concerts effectués dans des bottes à plate-forme depuis le début des années 1970.
En octobre 2011, Stanley subit une intervention chirurgicale sur ses cordes vocales. 
En raison de sa malformation congénitale, la microtie, Stanley est un ambassadeur de l'organisation caritative AboutFace, une organisation qui fournit un soutien et des informations aux personnes ayant des problèmes de visage. Il a participé à des événements de collecte de fonds et à des vidéos pour sensibiliser le public.

### Influence
Stanley et Kiss sont régulièrement cités comme des influences majeures pour de nombreux musiciens et groupes tels que les Foo Fighters, Anthrax, Skid Row, Pantera, Ghost, Mötley Crüe, Alice In Chains, Pearl Jam, Rob Zombie et Marilyn Manson entre autres.
Le magazine américain Hit Parader l'a classé à la 18e place de leur classement des 100 meilleurs chanteurs de hard rock de tous les temps, le site Gibson.com l'a nommé 13e de leur liste des 25 plus grands frontmen de tous les temps et le webzine Loudwire l'a nommé à la 30e place de leur classement des 66 plus grands frontmen de l'histoire du hard rock et du métal.

## Discographie

### Solo
- 1978 - Paul Stanley
- 2006 - Live to Win

### Paul Stanley's Soul Station
- 2021 - Now and Then

## Distinctions
- Stanley est intronisé au Long Island Music Hall of Fame en 2006.
- Stanley a obtient la récompense du Showman Of The Year au Classic Rock Awards en 2008.
- Stanley reçoit le prix Telly Classic Gold pour son concert One Live Kiss en 2009.
- Stanley reçoit le prix Sound Partners Lifetime Achievement du House Research Institute.
- Stanley, ainsi que les membres originaux de Kiss, Gene Simmons, Peter Criss et Ace Frehley, sont intronisés au Rock And Roll Hall Of Fame en 2014.